# Othmar Barth
Othmar Barth (* 22. Mai 1927 in Brixen; † 15. Jänner 2010 ebenda) war ein italienischer Architekt. Sein Werk gilt als wegweisend für die Entwicklung moderner Architektur in Südtirol.

## Werdegang
Othmar Barth studierte von 1947 bis 1952 an der TU Graz Architektur bei Friedrich Zotter, Karl Raimund Lorenz und bei Karl Hoffmann. Von 1953 bis 1955 arbeitete er bei Annibale Vitellozzi in Rom. 1955 gründete er ein Architekturbüro in Brixen. Barth lehrte 1971 und von 1975 bis 1994 an der Universität Innsbruck.
Sein Nachlass wurde 2016 vom Südtiroler Landesarchiv angekauft.

## Bauten

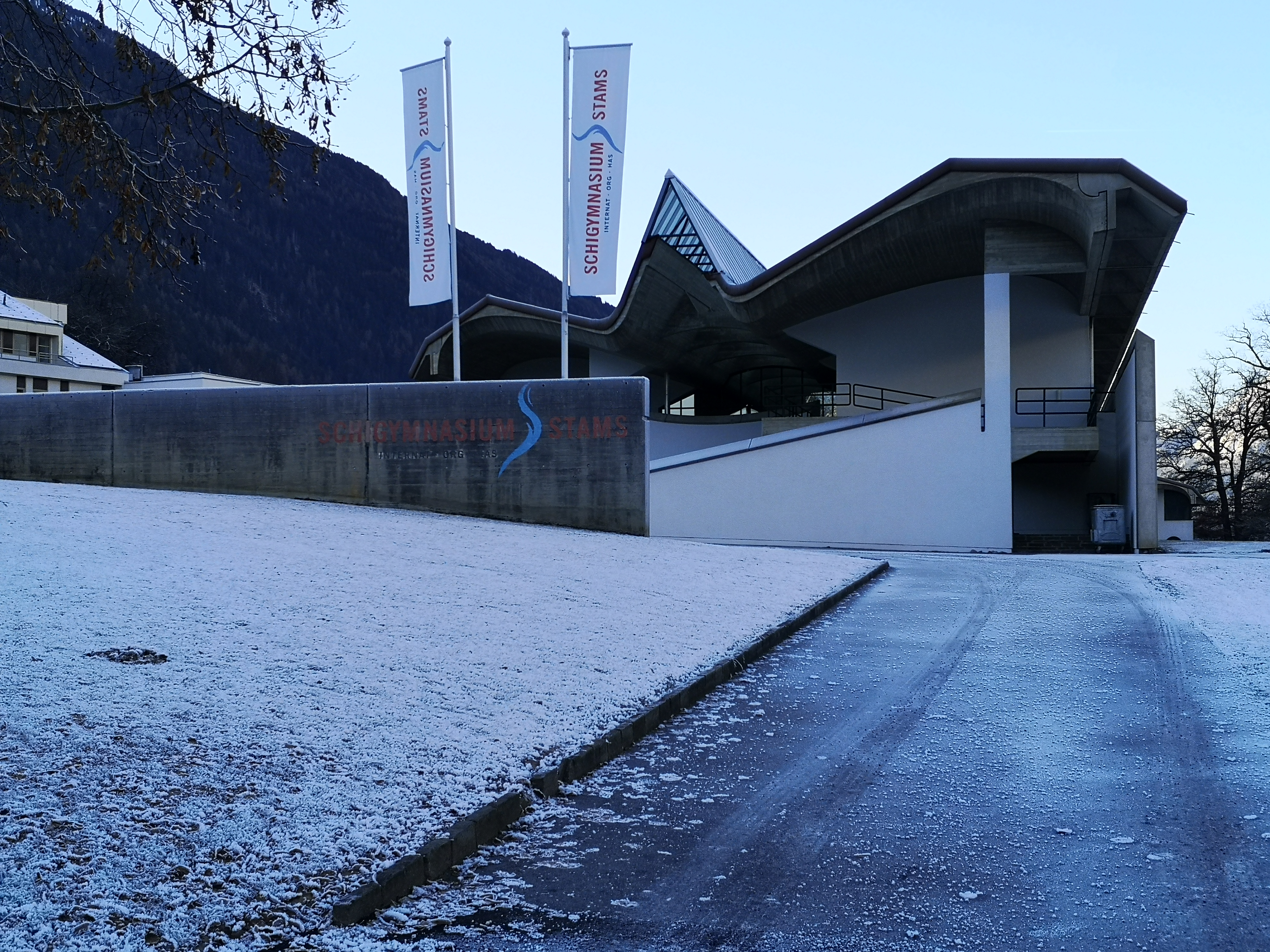
Schigymnasium Stams

- 1960–1962: Cusanus-Akademie, Brixen
- 1968–1971: Staatliche Lehranstalt für Frauenberufe mit Heim, Pairdorf – Brixen
- 1972: Knabenseminar, Vahrn
- 1970–1973: Seehotel Ambach, Kaltern[3]
- 1964–1974: Siedlung Haslach, Bozen[4]
- 1975: Oberschulzentrum Brixen „Jakob Philipp Fallmerayer“, Brixen
- 1976: Gemeindezentrum St. Gertraud, Bozen
- 1978: Plank GmbH, Auer[5]
- 1977–1982: Internatsschule für Schisportler, Stams
- 1990: Bischöfliches Priesterseminar, Brixen
- 1991–1993: Pastoralzentrum Maria Himmelfahrt, Bozen
- 1995: Diözesanzentrum, Pordenone[6]
- 1997: Diözesan- und Pastoralzentrum, Bozen

## Ehrungen und Preise
- 1970: Walther-von-der-Vogelweide-Preis
- 2000: Tiroler Landespreis für Kunst[7]
- 2006: Ehrenpreis für sein Lebenswerk – Neues Bauen in den Alpen
- Cusanus-Akademie ist Baudenkmal und in der Liste der Baudenkmäler in Brixen eingetragen